# Carla Urban
Carla Urban (Brunico, 24 agosto 1951) è una giornalista, conduttrice televisiva e autrice televisiva italiana, sorella del giornalista sportivo Federico Urban.

## Biografia
Ha debuttato nel 1976 come conduttrice di programmi televisivi e successivamente radiofonici Rai, tra cui Blitz (ideato da Giovanni Minoli), Agricoltura domani, Che fai mangi? con il critico gastronomico Edoardo Raspelli e la giornalista Anna Bartolini. Dal 1979 è anche autrice.
A metà degli anni ottanta, ha lavorato a Primocanale. A partire dal 1988 su TeleMontecarlo è stata il volto del fortunato contenitore pomeridiano TV Donna: attualità, servizi, ospiti in studio, rubriche a cura di Alberto Bevilacqua, Barbara Alberti, Irene Bignardi, Maria Rita Parsi, la sessuologa Jole Baldaro Verde e altri. Nel 1994-1995 ha curato il rotocalco di attualità Chiamala tv: fra gli ospiti fissi il pediatra Italo Farnetani e la pneumologa-omeopata Maria Luisa Agneni.
In seguito Carla Urban è passata prima a Mediaset per un ciclo di trasmissioni sulla macchina della verità, dal titolo Colpevole o innocente e poi a Stream TV, dove ha realizzato una serie di reportage per Canale Viaggi. Nel 2004 ha scritto la biografia di Paola Di Mauro per l'editore Luigi Veronelli.
Dal 2000 si occupa di telefotogiornalismo, nell'Altovicentino. Nel 2007 ha ideato e diretto il documentario Gran belle storie (finanziamento Regione Veneto) dedicato ai custodi del paesaggio. Dal 2004 collabora con l'Università di Padova (Facoltà di Scienza della Formazione: seminari in ambito di Sociologia dei Processi Culturali). Ha pubblicato Val Leogra - alla scoperta di sapori e luoghi tra le pieghe dei monti e il piano (2008) e Il maiale nella tradizione Vicentina oggi" (2010), entrambi con edizioni Terra Ferma (PD). Collabora con Associazione Artigiani Commercio e Industria di Vicenza, come conduttrice e consulente di comunicazione, e con ASCOM di Schio, come redattrice e fotografa per la rivista Marco Polo. Ha dato vita nel 2000 ad "Urban Koala", studio di azioni per la buona qualità della vita urbana (difesa e segnalazione belle realtà italiane).